# 四分卫擒杀
在美式足球中，四分卫擒杀（英語：Quarterback sack）是指防守球员对进攻方的四分卫（或其他担当传球角色的球员）在攻防线之后尚未来得及向前完成传球动作，就对其完成擒抱的技术动作。